# Spilosoma cellularis
Spilosoma cellularis är en fjärilsart som beskrevs av De Toulgoët 1954. Spilosoma cellularis ingår i släktet Spilosoma och familjen björnspinnare. Inga underarter finns listade i Catalogue of Life.